# Kabinett Barrow I

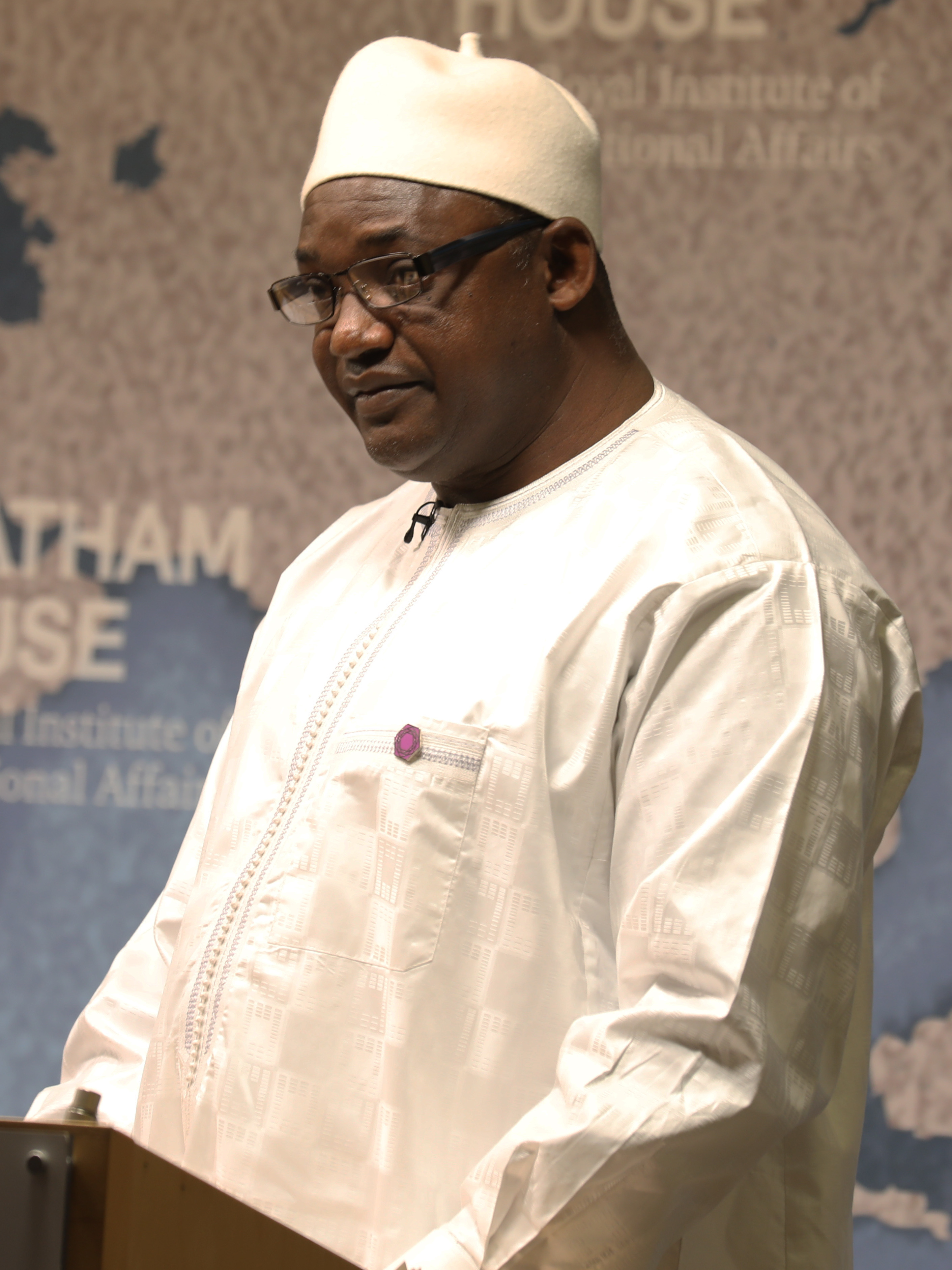
Präsident Adama Barrow (2018)

Das Kabinett Adama Barrow wurde am 1. Februar 2017 in Gambia durch Präsident Adama Barrow gebildet.
Es löste das Kabinett Yahya Jammeh von Präsidenten Yahya Jammeh ab, der vom 22. Juli 1994 bis zum 19. Januar 2017 sowohl Staatsoberhaupt als auch Regierungschef war.

## Kabinettsmitglieder
Das Kabinett setzt sich aus dem Präsidenten der Republik, dem Vizepräsidenten, dem Generalsekretär und Leiter des öffentlichen Dienstes sowie mehreren Ministern zusammen.
Bis zum 28. Februar 2019 gab es das Ministerium für Angelegenheiten der Frauen (Ministry of Women's Affairs) (unter Fatoumata Tambajang und Ousainou Darboe) und das Ministerium für Gesundheit und Soziales (Ministry of Health and Social Welfare) wurden umstrukturiert. Ab dem 1. März 2019 führt Fatou Sanyang Kinteh das Ministerin für Angelegenheiten der Frauen, Kinder und Soziales (Ministry for Women Affairs, Children, and Social Welfare).
Am 22. August 2019 wurde erstmals ein Verteidigungsminister ernannt.

### Das Kabinett
Das Kabinett auf dem Stand vom 1. Oktober 2020:
| #                  | Ressort | Beginn der Amtszeit | Ende der Amtszeit                 | Amtsinhaber                                          |
| ------------------ | --- | ------------------- | --------------------------------- | ---------------------------------------------------- |
|                    | Präsident und Oberbefehlshaber der Streitkräfte President of the Republic of the Gambia and Commander in Chief of the Armed Forces                        | 19. Januar 2017     | amtierend                         | Adama Barrow (* 1965)                                |
|                    | Vizepräsidentin Vice-President | 22. Februar 2017    | 29. Juni 2018                     | Fatoumata Jallow Tambajang (* 1949)                  |
| 29. Juni 2018      | Vizepräsidentin Vice-President | 15. März 2019       | A. N. M. Ousainou Darboe (* 1948) |                                                      |
| 15. März 2019      | Vizepräsidentin Vice-President | amtierend           | Isatou Touray (* 1955)            |                                                      |
|                    | |                     |                                   |                                                      |
| 01                 | Ministerin für Angelegenheiten der Frauen, Kinder und Soziales Minister for Women Affairs, Children, and Social Welfare                                   | 22. Februar 2017    | 29. Juni 2018                     | Fatoumata Jallow Tambajang (* 1949)                  |
| 01                 | Ministerin für Angelegenheiten der Frauen, Kinder und Soziales Minister for Women Affairs, Children, and Social Welfare                                   | 29. Juni 2018       | 28. Februar 2019                  | A. N. M. Ousainou Darboe (* 1948)                    |
| 01                 | Ministerin für Angelegenheiten der Frauen, Kinder und Soziales Minister for Women Affairs, Children, and Social Welfare                                   | 1. März 2019        | amtierend                         | Fatou Sanyang Kinteh                                 |
| 02                 | Minister für Information und Kommunikation Minister of Information and Communication                                                                      | 22. Februar 2017    | 29. Juni 2018                     | Demba A. Jawo                                        |
| 02                 | Minister für Information und Kommunikation Minister of Information and Communication                                                                      | 29. Juni 2018       | amtierend                         | Ebrima Sillah                                        |
| 03                 | Ministerin für den primären und sekundären Bildungsbereich Minister of Basic and Secondary Education                                                      | 22. Februar 2017    | amtierend                         | Claudiana Cole (* 1958)                              |
| 04                 | Minister für Bauwesen, Verkehr und Infrastruktur Minister of Works, Transport and Infrastructure                                                          | 22. Februar 2017    | amtierend                         | Bai Lamin Jobe                                       |
| 05                 | Minister für Äußeres, internationale Kooperationen und Gambier im Ausland Minister of Foreign Affairs, International Cooperation and Gambians Abroad      | 1. Februar 2017     | 29. Juni 2018                     | A. N. M. Ousainou Darboe (* 1948)                    |
| 05                 | Minister für Äußeres, internationale Kooperationen und Gambier im Ausland Minister of Foreign Affairs, International Cooperation and Gambians Abroad      | 29. Juni 2018       | amtierend                         | Mamadou Tangara (* 1965)                             |
| 06                 | Ministerin für Gesundheit Minister of Health | 22. Februar 2017    | 29. Juni 2018                     | Saffie Lowe Ceesay                                   |
| 06                 | Ministerin für Gesundheit Minister of Health | 29. Juni 2018       | 27. März 2019                     | Isatou Touray (* 1955)                               |
| 06                 | Ministerin für Gesundheit Minister of Health | 27. März 2019       | amtierend                         | Ahmadou Lamin Samateh (* 1972)                       |
| 07                 | Minister für Tourismus und Kultur Minister of Tourism and Culture                                                                                         | 1. Februar 2017     | amtierend                         | Hamat N. K. Bah (* 1961?)                            |
| 08                 | Minister für Hochschulwesen, Forschung, Wissenschaft und Technologie Minister of Higher Education, Research, Science and Technology                       | 22. Februar 2017    | amtierend                         | Badara Joof († 2023)                                 |
| 09                 | Minister für Inneres Minister of the Interior | 1. Februar 2017     | 10. November 2017                 | Mai Ahmed Fatty                                      |
| 09                 | Minister für Inneres Minister of the Interior | 4. Dezember 2017    | 8. Januar 2018                    | Habib Saihou Drammeh (* 1949)                        |
| 09                 | Minister für Inneres Minister of the Interior | 8. Januar 2018      | 22. August 2019                   | Ebrima Mballow († 2023)                              |
| 09                 | Minister für Inneres Minister of the Interior | 22. August 2019     | amtierend                         | Yankuba Sonko (* 1964)                               |
| 10                 | Minister für Landwirtschaft Minister of Agriculture | 1. Februar 2017     | 29. Juni 2018                     | Omar A. Jallow (* 1949?)                             |
| 10                 | Minister für Landwirtschaft Minister of Agriculture | 29. Juni 2018       | 15. März 2019                     | Lamin N. Dibba († 2020)                              |
| 10                 | Minister für Landwirtschaft Minister of Agriculture | 15. März 2019       | 27. März 2019                     | vorübergehende Betreuung: James F. P. Gomez (* 1946) |
| 10                 | Minister für Landwirtschaft Minister of Agriculture | 27. März 2019       | amtierend                         | Amie Fabureh                                         |
| 11                 | Minister für Jugend und Sport Minister of Youth and Sports                                                                                                | 1. Februar 2017     | 29. Juni 2018                     | Henry Gomez (* 1963)                                 |
| 11                 | Minister für Jugend und Sport Minister of Youth and Sports                                                                                                | 29. Juni 2018       | 30. September 2020                | Hadrammeh Sidibeh (* 1957)                           |
| 11                 | Minister für Jugend und Sport Minister of Youth and Sports                                                                                                | 30. September 2020  | amtierend                         | Bakary Y. Badjie                                     |
| 12                 | Minister für Forstwirtschaft, Umwelt, Klimawandel und natürliche Ressourcen Minister of Forestry, Environment, Climate Change and Natural Resources       | 1. Februar 2017     | amtierend                         | Lamin B. Dibba                                       |
| 13                 | Minister für Handel, Regionale Integration und Beschäftigung Minister of Trade, Regional Integration and Employment                                       | 1. Februar 2017     | 29. Juni 2018                     | Isatou Touray (* 1955)                               |
| 13                 | Minister für Handel, Regionale Integration und Beschäftigung Minister of Trade, Regional Integration and Employment                                       | 29. Juni 2018       | 15. März 2019                     | Amadou Sanneh                                        |
| 13                 | Minister für Handel, Regionale Integration und Beschäftigung Minister of Trade, Regional Integration and Employment                                       | 15. März 2019       | 30. September 2020                | Lamin Jobe († 2021)                                  |
| 13                 | Minister für Handel, Regionale Integration und Beschäftigung Minister of Trade, Regional Integration and Employment                                       | 30. September 2020  | amtierend                         | Bakary Jammeh                                        |
| 14                 | Minister für Finanzen und Wirtschaft Minister of Finance and Economic Affairs                                                                             | 1. Februar 2017     | 29. Juni 2018                     | Amadou Sanneh                                        |
| 14                 | Minister für Finanzen und Wirtschaft Minister of Finance and Economic Affairs                                                                             | 29. Juni 2018       | amtierend                         | Mambury Njie (* 1962)                                |
| 15                 | Minister für Fischerei, Wasserwirtschaft und Angelegenheiten der Nationalversammlung Minister of Fisheries, Water Resources and National Assembly Matters | 1. Februar 2017     | amtierend                         | James F. P. Gomez (* 1946)                           |
| 16                 | Minister für Land und Regionalregierung Minister of Lands and Regional Government                                                                         | 1. Februar 2017     | 29. Juni 2018                     | Lamin N. Dibba († 2020)                              |
| 16                 | Minister für Land und Regionalregierung Minister of Lands and Regional Government                                                                         | 29. Juni 2018       | amtierend                         | Musa Drammeh (* 1952)                                |
| 17                 | Attorney General und Minister für Justiz Attorney General and Minister of Justice                                                                         | 1. Februar 2017     | 30. Juni 2020                     | Aboubacarr M. Tambadou (* 1972)                      |
| 17                 | Attorney General und Minister für Justiz Attorney General and Minister of Justice                                                                         | 1. Juli 2020        | amtierend                         | Dawda A. Jallow (* 1975)                             |
| 18                 | Minister für Erdöl und Energie Minister of Petroleum and Energy                                                                                           | 10. April 2017      | amtierend                         | Fafa Sanyang                                         |
| 19                 | Minister für Verteidigung Minister of Defence | 22. August 2018     | amtierend                         | Sheikh Omar Fye (* 1960)                             |
|                    | |                     |                                   |                                                      |
|                    | Generalsekretär, Leiter des öffentlichen Dienstes Secretary General and Head of the Civil Service                                                         | 10. Januar 2017     | 9. Februar 2017                   | Pa Musa Jallow                                       |
| 9. Februar 2017    | Generalsekretär, Leiter des öffentlichen Dienstes Secretary General and Head of the Civil Service                                                         | 8. Januar 2018      | Dawda Docka Fadera († 2022)       |                                                      |
| 8. Januar 2018     | Generalsekretär, Leiter des öffentlichen Dienstes Secretary General and Head of the Civil Service                                                         | 14. September 2018  | Habib Saihou Drammeh (* 1949)     |                                                      |
| 14. September 2018 | Generalsekretär, Leiter des öffentlichen Dienstes Secretary General and Head of the Civil Service                                                         | 22. August 2019     | Ebrima O. Camara                  |                                                      |
| 22. August 2019    | Generalsekretär, Leiter des öffentlichen Dienstes Secretary General and Head of the Civil Service                                                         | 25. Mai 2020        | Muhammed B. S. Jallow (* 1960)    |                                                      |
| 26. Mai 2020       | Generalsekretär, Leiter des öffentlichen Dienstes Secretary General and Head of the Civil Service                                                         | amtierend           | Nuha Touray                       |                                                      |

### Ehemalige Kabinettsmitglieder
| Kabinettsmitglied                   | Ende der Amtszeit  | Grund des Ausscheidens oder Folgetätigkeit                      |
| ----------------------------------- | ------------------ | --------------------------------------------------------------- |
| Pa Musa Jallow                      | 9. Februar 2017    |                                                                 |
| Mai Ahmed Fatty                     | 10. November 2017  |                                                                 |
| Dawda Docka Fadera († 2022)         | 8. Januar 2018     |                                                                 |
| Fatoumata Jallow Tambajang (* 1949) | 29. Juni 2018      | zum Auswärtigen Dienst versetzt                                 |
| Demba A. Jawo                       | 29. Juni 2018      |                                                                 |
| Saffie Lowe Ceesay                  | 29. Juni 2018      | zum Auswärtigen Dienst versetzt                                 |
| Omar A. Jallow (* 1949?)            | 29. Juni 2018      |                                                                 |
| Henry Gomez (* 1963)                | 29. Juni 2018      | Special Youth Adviser                                           |
| Habib Saihou Drammeh (* 1949)       | 14. September 2018 | zum Auswärtigen Dienst versetzt                                 |
| A.N.M. Ousainou Darboe (* 1948)     | 15. März 2019      |                                                                 |
| Amadou Sanneh                       | 15. März 2019      |                                                                 |
| Lamin N. Dibba († 2020)             | 15. März 2019      |                                                                 |
| Ebrima Mballow († 2023)             | 22. August 2019    | zum Auswärtigen Dienst versetzt                                 |
| Ebrima O. Camara                    | 22. August 2019    | zum Auswärtigen Dienst versetzt                                 |
| Muhammed B. S. Jallow (* 1960)      | 25. Mai 2020       | pensioniert                                                     |
| Aboubacarr M. Tambadou (* 1972)     | 30. Juni 2020      | Übernimmt ein Amt am Internationalen Strafgerichtshof in Arusha |
| Hadrammeh Sidibeh (* 1957)          | 30. September 2020 | zum Auswärtigen Dienst versetzt                                 |
| Lamin Jobe († 2021)                 | 30. September 2020 | zum Auswärtigen Dienst versetzt                                 |

## Weitere Ernennungen
| Amt | Institution                                      | Beginn der Amtszeit | Ende der Amtszeit | Amtsinhaber                    |
| --- | ------------------------------------------------ | ------------------- | ----------------- | ------------------------------ |
| Militärischer Berater des Präsidenten Military Aide to the President                                                                              | Büro des Präsidenten                             | 25. Januar 2017     | 24. Februar 2017  | Masaneh Kinteh (* 1968)        |
| Direktorin für Presse und Öffentlichkeitsarbeit Director of Press and Public Relations                                                            | Büro des Präsidenten                             | 1. Februar 2017     | amtierend         | Amie Bojang-Sissoho            |
| Generaldirektor Director-General of the State Intelligence Services                                                                               | State Intelligence Services                      | 2. Februar 2017     | 13. Februar 2017  | Musa Dibba                     |
| Generaldirektor Director-General of the State Intelligence Services                                                                               | State Intelligence Services                      | 13. Februar 2017    | amtierend         | Ousman Sowe (* 1972)           |
| Oberster Richter Chief Justice of the Gambia | Supreme Court of The Gambia                      | 15. Februar 2017    | amtierend         | Hassan Bubacar Jallow (* 1951) |
| Generaldirektor Director-General of the Gambia Radio & Television Service                                                                         | Gambia Radio & Television Service                | 15. Februar 2017    | amtierend         | Ebrima Sillah                  |
| Sonderberater für Regierungsführung Special Advisor to the President on Governance                                                                | Büro des Präsidenten                             | 17. Februar 2017    | amtierend         | Halifa Sallah (* 1953)         |
| Sonderberater für Investitionen Special Advisor on Investment                                                                                     | Büro des Präsidenten                             | 19. Februar 2017    | 29. Juni 2018     | Musa Drammeh (* 1952)          |
| Sonderberater für religiöse und traditionelle Angelegenheiten Special Advisor on Religious and Traditional Affairs                                | Büro des Präsidenten                             | 19. Februar 2017    | amtierend         | Dembo Bojang                   |
| Generaldirektor Director-General of the Gambia Prison Services                                                                                    | Gefängnisdienste (Mile 2 Central Prison)         | 24. Februar 2017    | amtierend         | Ansumana Manneh                |
| Oberbefehlshaber der Streitkräfte Chief of Defence Forces and of the Army of the Gambia                                                           | Gambia Armed Forces                              | 24. Februar 2017    | 5. März 2020      | Masaneh Kinteh (* 1968)        |
| Oberbefehlshaber der Streitkräfte Chief of Defence Forces and of the Army of the Gambia                                                           | Gambia Armed Forces                              | 5. März 2020        | amtierend         | Yankuba Drammeh                |
| Sonderberater Advisor | Büro des Präsidenten                             | 22. Juni 2017       | 1. Januar 2019    | Yusupha Cham                   |
| Sonderberater Advisor | Büro des Präsidenten                             | 1. Januar 2019      | 11. Oktober 2019  | Mai Ahmed Fatty                |
| Sonderberater Advisor | Büro des Präsidenten                             | —                   | —                 | vakant                         |
| Generalinspekteur der Polizei Inspector General of Police (IGP)                                                                                   | Gambia Police Force                              | 22. Juni 2017       | 21. Juni 2018     | Landing Kinteh                 |
| Generalinspekteur der Polizei Inspector General of Police (IGP)                                                                                   | Gambia Police Force                              | 26. Juni 2018       | 13. März 2021     | Mamour Jobe († 2021)           |
| Generalinspekteur der Polizei Inspector General of Police (IGP)                                                                                   | Gambia Police Force                              | 8. April 2021       | amtierend         | Abdoulie Sanyang               |
| Exekutivsekretär Executive Secretary | Truth, Reconciliation and Reparations Commission | 1. März 2018        | amtierend         | Baba Galleh Jallow             |
| Regierungssprecher Government Spokesman | Büro des Präsidenten                             | 5. Juni 2018        | amtierend         | Ebrima G. Sankareh             |
| Sonderberater für Jugend Special Youth Adviser | Büro des Präsidenten                             | 29. Juni 2018       | amtierend         | Henry Gomez (* 1963)           |
| Nationaler Koordinator des Vorsorge- und Gegenmaßnahmenprogramms Covid-19 National coordinator of Gambia Covid-19 Preparedness Response Programme | Büro des Präsidenten                             | 22. Mai 2020        | 22. Juni 2020     | Alasan Senghore                |
| Nationaler Koordinator des Vorsorge- und Gegenmaßnahmenprogramms Covid-19 National coordinator of Gambia Covid-19 Preparedness Response Programme | Büro des Präsidenten                             | 29. Juni 2018       | amtierend         | vakant                         |